# Lycaenopsis hermesianax
Lycaenopsis hermesianax är en fjärilsart som beskrevs av Hans Fruhstorfer 1910. Lycaenopsis hermesianax ingår i släktet Lycaenopsis och familjen juvelvingar. Inga underarter finns listade i Catalogue of Life.